# MK Jämke

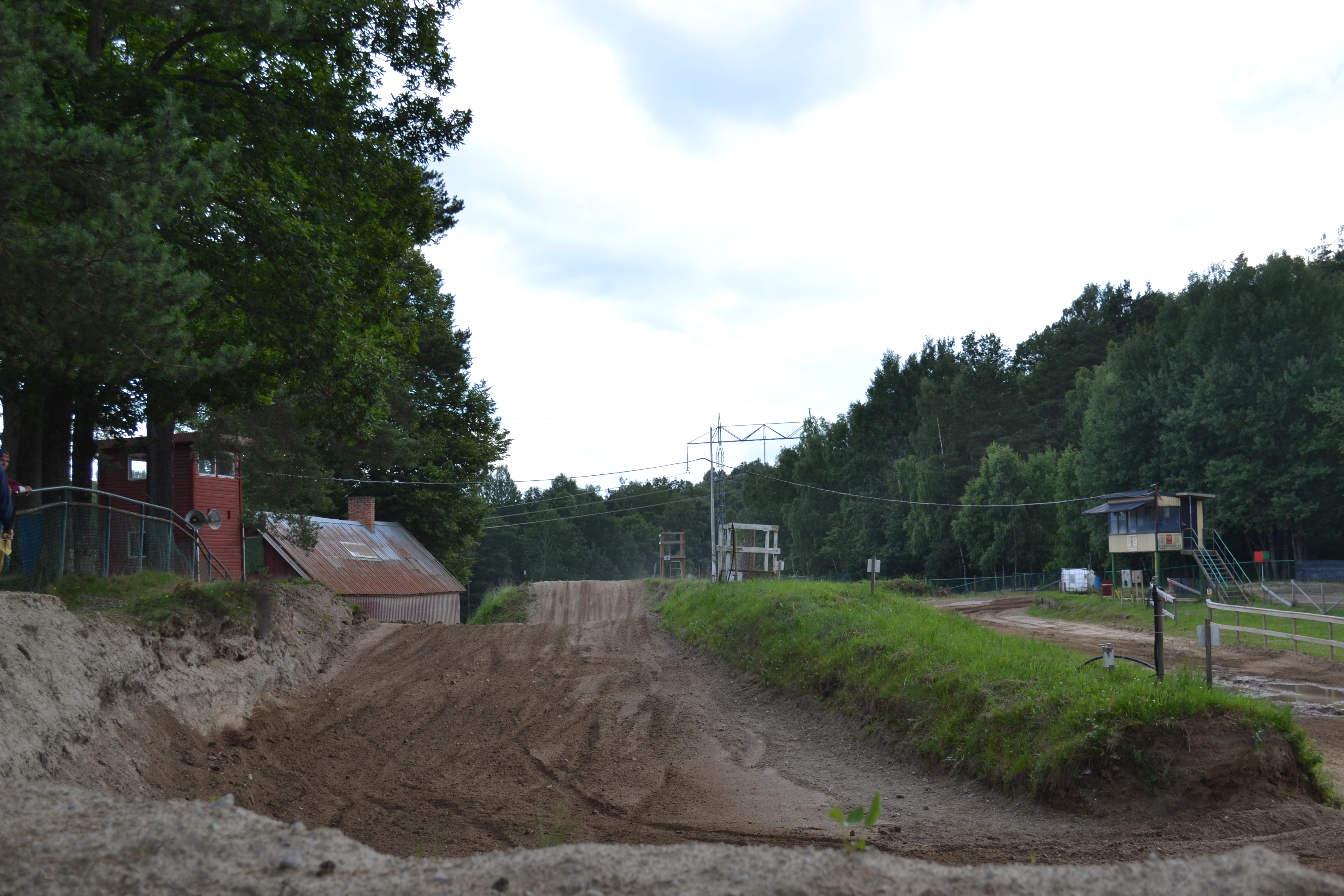
Del av Ljungrydabanan, MK Jämkes hemmabana

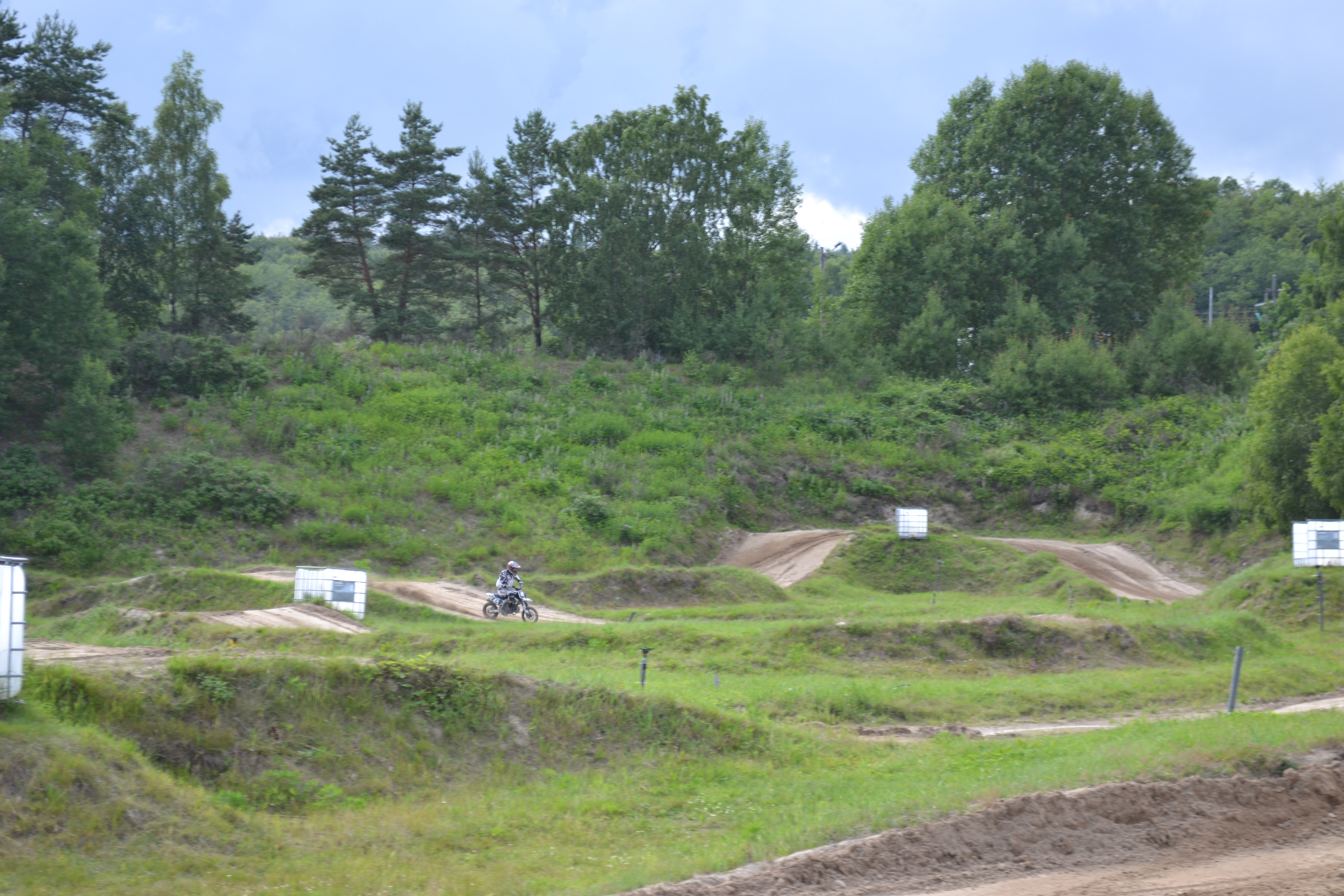
Ljungrydabanans fiddybana.

MK Jämke är en motocross-, enduro- och trialklubb som ligger i Jämshög i Olofströms kommun i Blekinge, med en liten del av banan i Bromölla kommun i Skåne.
Banan, som heter Ljungrydabanan är en kuperad grusbana.
Klubben bildades 1959 och har sedan dess mest varit aktiv inom motocross, där den arrangerade VM i motocross för 125 cc-klassen 1982. 1990 fick klubben sin förste världsmästare i och med att Tobias Ohlsson vann JVM i klass 80 cc, och har dessutom vunnit silver i elitserien i motocross samma år.